# Ledskyttel

Ej att förväxla med Skyttel eller Vävning.
Ledskyttel är en lång, lös stång (ofta i trä), som tillsammans med flera andra av samma slag stänger en öppning i ett stängsel, staket, gärdesgård eller dylikt. Genom att skjuta ledskyttlarna åt sidan, att skyttla upp, har man skapat en öppning i en skyttelled. När man passerat öppningen stänger man efter sig genom att skyttla ner.
Den stolpe med inborrade träpinnar, som ledskyttlarna vilar på, när de skjutits åt sidan, kallas krångla i Östergötland.
I Götaland kallas öppningen skyttlegap, som på senare tid övergått till skyttelgap. Ledskytteln har på sina håll kallats skyttlestång; ordet har så småningom förändrats till skyttelstång.